# Lublaňka
Lublaňka či Lublanice[zdroj?] (slovinsky Ljubljanica) je malá říčka ve Slovinsku, která protéká městem Lublaň. Šestkrát mění název. Pramení 30 km na jih od města, je 41 km dlouhá (včetně pramenných toků až 85 km), z toho 20 km pod zemí. Asi 10 km pod Lublaní se vlévá do řeky Sávy. Povodí má rozlohu 2000 km².

## Průběh toku
Řeka má postupně sedm jmen.
- pramení pod Snežnikem, pod jménem Trbuhovica (Babno polje)
- Obrh (Loška dolina)
- Stržen (Cerkniško polje)
- Rak (Rakov Škocjan)
- Pivka (Pivška kotlina, protéká Postojnskou jeskyní.)
- Unica (na Planinsko polje přitéká z Planinske jame)
- Ljubljanica, Lublaňka (vyvěračka u okraje Verd, do Sávy ústí na kraji Podgradu)

## Vodní režim
Vyšší vodní stavy má od ledna do května a nižší od srpna do října.

## Historický význam

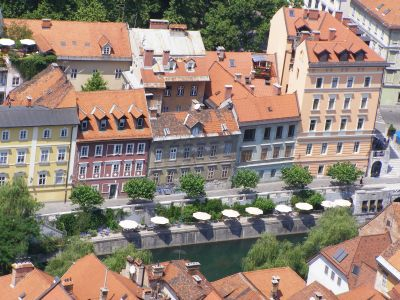
Budovy na nábřeží řeky

Lublaňka se stala populární pro archeology a hledače pokladů kvůli velkému množství potopených památek a artefaktů. V části řeky mezi městy Lublaň a Vrhnika je možné najít artefakty od doby kamenné, do renesance, náležící různým národům, od místních starověkých skupin, k více známým Římanům a Keltům. Většina historiků se shoduje, že tyto Lublaňka byla pro tyto kultury posvátnou řekou.
Lublaňka se stala velmi populární atrakcí evropského rozsahu pro lovce pokladů. To vytvořilo spor mezi místními historiky a mezinárodní komunitou lovců pokladů. Předpokládá se, že řeka obsahuje 10 000 - 13 000 objektů, ze kterých je mnoho ztraceno pro veřejnost. Mnoho kusů bylo prodáno do soukromých sbírek, nebo byly ukryty hledači pokladů. V roce 2003 pomohl zastavit tento trend Slovinský národní parlament, který deklaroval, že řeka je místo velkého kulturního významu a zakázal potápění bez patřičného povolení.

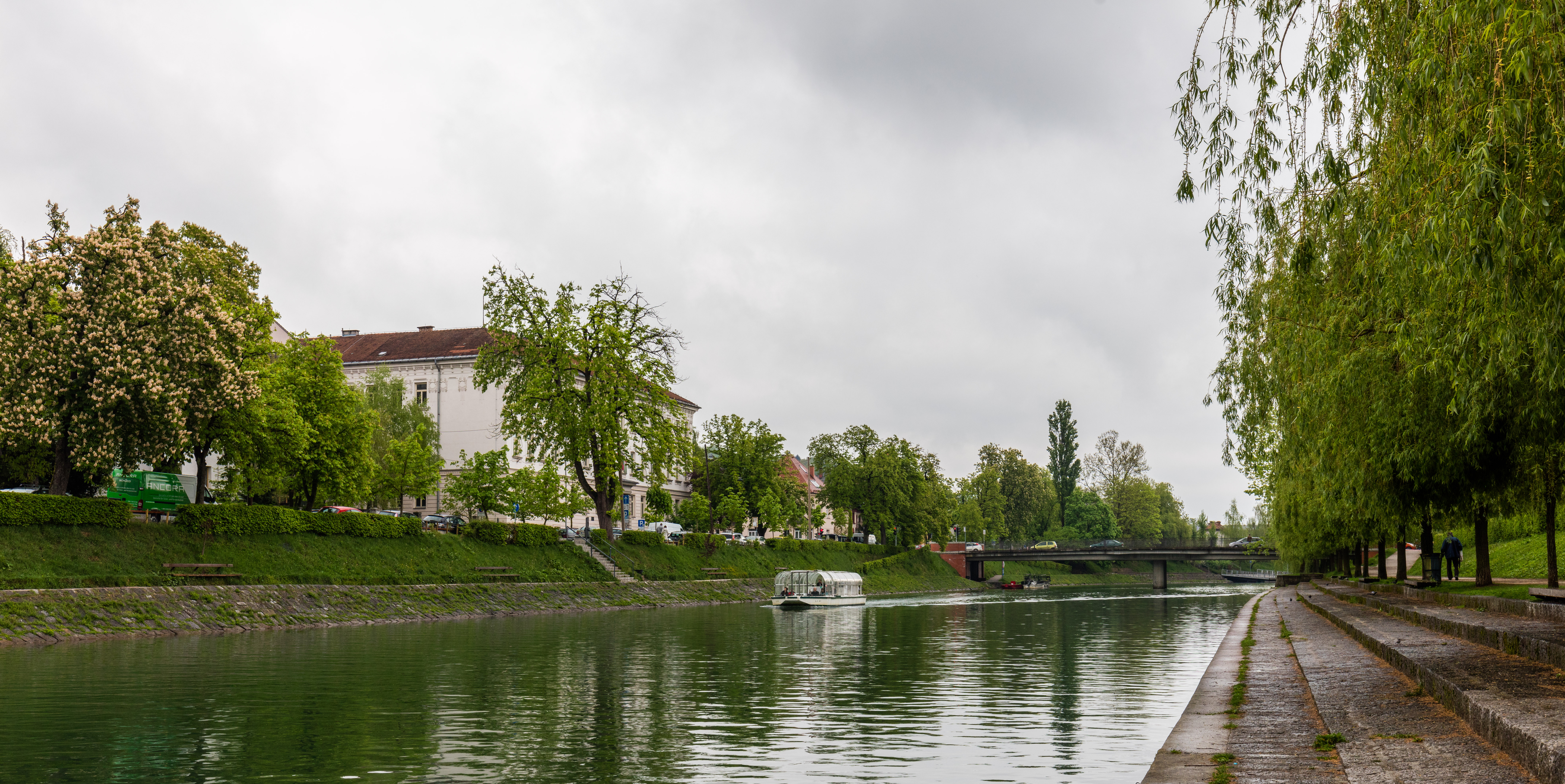
Nedaleko parku v Lublani